# آلبین هدی
آلبین هدی (انگلیسی: Albin Hodža؛ زادهٔ ۷ فوریهٔ ۱۹۸۸) بازیکن فوتبال اهل فرانسه است.
از باشگاه‌هایی که در آن بازی کرده‌است می‌توان به باشگاه فوتبال سورنتو کالچو و باشگاه فوتبال اودینزه اشاره کرد.